# Maria Hussakowska-Szyszko
Maria Hussakowska-Szyszko (ur. 1947) – historyczka i krytyczka sztuki. Zajmuje się współczesnym muzealnictwem, kuratorstwem, historią sztuki nowoczesnej i współczesnej, sztuką amerykańską.
Od 1971 roku pracuje w Zakładzie Sztuki Nowoczesnej Instytutu Historii Sztuki Uniwersytetu Jagiellońskiego, gdzie w 1981 roku uzyskała stopień doktora (rozprawa Spadkobiercy Duchampa? Negacja sztuki w amerykańskim środowisku artystycznym), a w 2003 stopień naukowy doktora habilitowanego (rozprawa: Minimalizm w sztukach wizualnych). Zagraniczne staże naukowe: City University of London (1992), Kościuszko Foundation (1996), CEEPUS - University Eotuos Lorand (1998), Kultur Kontakt, Wiedeń (1999). 
Przewodnicząca Rady Programowej Podyplomowych Studiów Kuratorskich przy IHS UJ. 
Członkini AICA, do 2009 roku członkini Zarządu Polskiej Sekcji AICA.
Siostra Bogdana Hussakowskiego. 

## Wybrane publikacje
Książki
- Spadkobiercy Duchampa? Negacja sztuki w amerykańskim środowisku artystycznym, Kraków: Wydawnictwo Literackie,1984.
- Minimalizm w sztukach wizualnych. Demitologizacja pojęcia awangardy w amerykańskim środowisku artystycznym lat sześćdziesiątych, Kraków: Instytut Historii Sztuki Uniwersytetu Jagiellońskiego, 2003.

Artykuły
- Nowe teksty o starych zdjęciach, czyli kilka uwag o wydarzeniu, jakim stała się konferencja poświęcona fotografii „Why pictures now”, "Modus. Prace z historii Sztuki" II, 2002.
- Demon intelektu w służbie historii sztuki, "Dekada literacka. Dwumiesięcznik kulturalny" 2005, nr 1 (209).
- Prymusi i kontestatorzy w dialogu z instytucją [w:] Nowe Muzeum Sztuki Współczesnej czy Nowoczesnej? Miejsca, programy, zadania, red. D. Folga-Januszewska, Warszawa: Krajowy Ośrodek Badań i Dokumentacji Zabytków, 2005.
- Pomiędzy Dandyzmem a Trybalizmem /Between Dandyism and Tribalism [w:] Działania artystyczne w przestrzeni publicznej. Aspekty estetyczne i społeczne / Artistic activities in public space. The aesthetic and social aspects, Gdańsk: CSW Łaźnia, 2006.
- The Transformation of a Dandy into an Anthroplogist – and back again [w:] The City in Art, Warszawa: Institute of Art of the Polish Academy of  Sciences (IS PAN), 2007.
- Imagined authorities [w:] The Mousetrap Book. On dealing with Art. Institutions in Contemporary Curatorial Practice, ed. A. Szylak, A. Szczerski, Gdańsk: Wyspa Institute of Art / Wyspa Progress Foundation, 2007.
- Rzeczy pośród innych rzeczy  (w obszarze sztuki) [w:] Rzecz i rzeczowość w kulturze XX i XXI wieku, red. M. Kitowska-Łysiak i Marcin Lachowski, Lublin: Towarzystwo Naukowe Katolickiego Uniwersytetu Lubelskiego, 2007.
- Przypadek Craigiego  Horsfielda, "Rocznik Historii Sztuki" XXXII, 2007.
- Des autorites supposes ou imaginees  / Suspected or Imagined Authorities [w:] De l’ecole d’art a l’engagement artistique / From Art School to Professional practice, Paris: aica press, 2008.